# Форсберг, Эмиль
Эми́ль Пе́тер Фо́рсберг (швед. Emil Peter Forsberg; род. 23 октября 1991, Сундсвалль) — шведский футболист, атакующий полузащитник и капитан клуба MLS «Нью-Йорк Ред Буллз» и сборной Швеции. Участник чемпионата мира 2018 года и чемпионатов Европы 2016 и 2020 годов.

## Клубная карьера
Форсберг является воспитанником футбольного клуба «Сундсвалль» из одноимённого города. 10 мая 2009 года в матче против «Квидинга» он дебютировал в Суперэттан лиге. 24 октября в матче против «Ландскруны» Эмиль забил свой первый гол за клуб.
В сезоне 2010 года Форсберг стал основным бомбардиром «Сундсвалля», сыграв во всех 30 матчах чемпионата, а в 2011 году забил 11 голов в 27 матчах и помог своей команде выйти в высший дивизион Швеции. Здесь забил ещё шесть голов в 21 игре. Его команда не смогла закрепиться в Алсвенскан лиге.
В начале 2013 года Форсберг перешёл в «Мальмё». 31 марта в матче против «Хальмстада» он дебютировал за новый клуб, но лишь через два месяца, 1 июня, забил 2 гола в матче с «Броммапойкарна». До конца сезона забил ещё 4 гола в чемпионате Швеции и два гола в квалификационных матчах Лиги чемпионов. В том же году он стал чемпионом и обладателем Суперкубка Швеции.
В сезоне 2014 года Форсберг стал основным бомбардиром «Мальмё». В 47 проведённых матчах он забил 19 голов. В матчах квалификационного раунда Лиги чемпионов Форсберг забил мячи в ворота пражской «Спарты» и зальцбургского «Ред Булла» и помог команде выйти в групповой этап турнира. В чемпионате «Мальмё» снова стал первым, с отрывом в шесть очков. Эмиль занял пятое место в списке бомбардиров и был признан лучшим полузащитником Лиги Алсвенксан.
7 января 2015 года Форсберг перешёл в немецкий клуб «РБ Лейпциг», подписав контракт до 2018 года. Сумма трансфера составила 3,5 млн евро. Молодой коллектив, входящий в трансконтинентальное спортивное сообщество «Ред Булл», планировал в течение трёх лет выйти в элитный дивизион Германии и занять место в зоне еврокубков. 6 февраля в матче против «Эрцгебирге» Форсберг дебютировал во Второй Бундеслиге. 3 августа в матче против «Гройтера» он забил свой первый гол за новую команду. В 2016 году Форсберг помог клубу выйти в «элиту». 28 августа в матче «Хоффенхайма» он дебютировал в Бундеслиге. 17 сентября в игре против «Гамбурга» Эмиль забил свой первый гол в высшем дивизионе Германии.

## Международная карьера
17 января 2014 года в товарищеском матче против сборной Молдовы Форсберг дебютировал за сборную Швеции. 14 ноября в стыковом матче за право поездки на чемпионат Европы 2016 против сборной Дании он забил свой первый гол за национальную команду.
Летом 2016 года Форсберг попал в заявку сборной на участие в чемпионате Европы во Франции. На турнире он сыграл в матчах против команд Ирландии, Италии и Бельгии.
25 марта 2017 года в отборочном матче чемпионата мира 2018 против сборной Беларуси Форсберг забил 2 гола.
В 2018 году Форсберг принял участие в чемпионате мира в России. На турнире он сыграл в матчах против команд Республики Корея, Германии, Мексики, Швейцарии и Англии. В игре против швейцарцев Эмиль забил гол.
18 июня 2021 года принёс сборной Швеции победу над командой Словакии на групповой стадии чемпионата Европы, реализовав пенальти во втором тайме (1:0). 23 июня в Санкт-Петербурге забил два мяча в ворота сборной Польши (3:2).

### Голы за сборную Швеции
| #   | Дата             | Место                                    | Противник   | Результат | Счёт       | Соревнование                          |
| --- | ---------------- | ---------------------------------------- | ----------- | --------- | ---------- | ------------------------------------- |
| 1.  | 14 ноя 2015      | Френдс Арена, Сольна, Швеция             | Дания       | 1:0       | 2:1        | Стыковые матчи отбора ЧЕ 2016         |
| 2.  | 5 июн 2016       | Френдс Арена, Сольна, Швеция             | Уэльс       | 1:0       | 3:0        | Товарищеский матч                     |
| 3.  | 11 ноя 2016      | Стад де Франс, Сен-Дени, Франция         | Франция     | 0:1       | 2:1        | Отбор ЧМ 2018                         |
| 4.  | 25 мар 2017      | Френдс Арена, Сольна, Швеция             | Беларусь    | 1:0       | 4:0        | Отбор ЧМ 2018                         |
| 5.  | 25 мар 2017      | Френдс Арена, Сольна, Швеция             | Беларусь    | 2:0       | 4:0        | Отбор ЧМ 2018                         |
| 6.  | 3 сен 2017       | Борисов-Арена, Борисов, Беларусь         | Беларусь    | 0:1       | 0:4        | Отбор ЧМ 2018                         |
| 7.  | 3 июл 2018       | Крестовский, Санкт-Петербург, Россия     | Швейцария   | 1:0       | 1:0        | ЧМ 2018                               |
| 8.  | 8 сен 2019       | Френдс Арена, Сольна, Швеция             | Норвегия    | 1:1       | 1:1        | Отбор ЧЕ 2020                         |
| 9.  | 5 июн 2021       | Френдс Арена, Сольна, Швеция             | Армения     | 1:0       | 3:1        | Товарищеский матч                     |
| 10. | 18 июн 2021      | Санкт-Петербург, Санкт-Петербург, Россия | Словакия    | 1:0       | 1:0        | ЧЕ 2020                               |
| 11. | 23 июн 2021      | Санкт-Петербург, Санкт-Петербург, Россия | Польша      | 1:0       | 3:2        | ЧЕ 2020                               |
| 12. | 23 июн 2021      | Санкт-Петербург, Санкт-Петербург, Россия | Польша      | 2:0       | 3:2        | ЧЕ 2020                               |
| 13. | 29 июн 2021      | Хэмпден Парк, Глазго, Шотландия          | Украина     | 1:1       | 1:2 (д.в.) | ЧЕ 2020                               |
| 14. | 9 окт 2021       | Френдс Арена, Сольна, Швеция             | Косово      | 1:0       | 3:0        | Отбор ЧМ 2022                         |
| 15. | 12 окт 2021      | Френдс Арена, Сольна, Швеция             | Греция      | 1:0       | 2:0        | Отбор ЧМ 2022                         |
| 16. | 2 июн 2022       | Стожице, Любляна, Словения               | Словения    | 0:1       | 0:2        | Лига наций 2022/23                    |
| 17. | 12 июн 2022      | Уллевол, Осло, Норвегия                  | Норвегия    | 2:1       | 3:2        | Лига наций 2022/23                    |
| 18. | 27 сентября 2022 | Френдс Арена, Сольна, Швеция             | Словения    | 1:1       | 1:1        | Лига наций 2022/23                    |
| 19. | 19 ноября 2022   | Сведбанк, Мальмё, Швеция                 | Алжир       | 1:0       | 2:0        | Товарищеский матч                     |
| 20. | 27 марта 2023    | Френдс Арена, Сольна, Швеция             | Азербайджан | 1:0       | 5:0        | Квалификация на чемпионат Европы 2024 |
| 21. | 19 ноября 2023   | Френдс Арена, Сольна, Швеция             | Эстония     | 2:0       | 2:0        | Квалификация на чемпионат Европы 2024 |

## Достижения

### Командные
«Мальмё»
- Чемпион Швеции (2): 2013, 2014
- Обладатель Суперкубка Швеции: 2013

«РБ Лейпциг»
- Обладатель Кубка Германии (2): 2021/22, 2022/23
- Обладатель Суперкубка Германии: 2023

### Личные
- Футболист года в Швеции: 2021
- Входит в состав символической команды сезона в Бундеслиге: 2016/17[27]